# Ignacio Aldecoa
José Ignacio de Aldecoa Isasi (Vitoria, 24 luglio 1925 – Madrid, 15 novembre 1969) è stato uno scrittore spagnolo di origine basca; autore di romanzi e poesie, si è distinto soprattutto per i suoi racconti. 
Un artista "serio", virtuosistico secondo Max Aub, ricevette il Premio della Critica nel 1958. La sua morte a 44 anni, tuttavia, non compromise l'importanza della sua figura nell'ambito del nuovo realismo della narrativa degli anni Cinquanta in Spagna.

## Biografia
Era figlio di una famiglia della borghesia della capitale Alava. Frequentò il liceo presso una scuola religiosa a Vitoria per poi andare, nel 1942, a studiare filosofia presso l'Università di Salamanca, dove conseguì la laurea nel 1945. Si trasferì poi a Madrid per seguire lì il suo dottorato. Alloggiando in una pensione nel centro della città (la Pensión Garde de los 'postistas'),  iniziò a frequentare i circoli letterari dei cafè Gijón, Lion, dove incontrò altri scrittori del dopoguerra come Jesús Fernández Santos, Rafael Sánchez Ferlosio e Alfonso Sastre ed entrò in contatto con i membri del postismo.
Iniziò a pubblicare libri di poesia (Todavía la vida, 1947, e Libro de las algas, 1949); durante quegli anni intraprese una relazione con Josefina Rodríguez, colei che sposò nel 1952. Precedentemente, nel 1948, aveva pubblicato il suo primo racconto, La farándula de la media legua, e, nel 1953, Seguir de pobres aveva ottenuto il premio della rivista Juventud; un anno dopo pubblicò il suo primo romanzo El fulgor y la sangre, storia di cinque mogli di guardie civili, attraverso le quali lo scrittore realizzò un tour tra i popoli sperduti di Spagna aiutato da Fernández Santi, con cui arrivò come finalista nel Premio Pianeta.
Intorno al 1955 collaborò al progetto della Revista Española, a cui parteciparono molti degli scrittori più importanti della Generazione del mezzo secolo e che fu diretto da Antonio Rodríguez Moñino e gli artisti del circolo del Cafè Lion. Nell'1958 andò negli Stati Uniti, in cui permase per un anno.
Aldecoa, appassionato della corrida e del pugilato, amante del mare, nonostante fosse basco e dell'entroterra, ricordato da alcuni suoi amici scrittori come un uomo pieno di vitalità, un instancabile fumatore ed un grande bevitore, morì per un arresto cardiaco, reduce da un'ulcera allo stomaco all'età di quarantaquattro anni.
Fu nipote del pittore Adrián Aldecoa.

## Stile e contesto storico
Le sue opere narrative seguono la corrente neorealista, avviata già in Spagna nel 1950, soffermandosi molto sul punto di vista degli svantaggiati. Applicò il rigoroso realismo anglosassone alla letteratura spagnola, in modo che le sue storie avessero il sapore di un'esperienza realmente sentita e vissuta anche grazie alle sue acute doti di osservatore e alla sua grande umanità. Quasi sempre scelse gente umile, descrivendone la quotidianità con estrema tenerezza.
Alcune sue opere sono state adattate successivamente al grande schermo o alla televisione con sceneggiature firmate da lui stesso (Young Sánchez, Quería dormir en paz...) o da altri autori (Los pájaros de Baden-Baden, Con el viento solano...); ha anche scritto sceneggiature originali come il film biografico Gayarre o il documentario El pequeño río Manzanares.

## Importanza ed influenza
José Luis García Sánchez, rammaricato per la prematura scomparsa dello scrittore, si espresse in questo modo: «Fu un artista imprescindibile per il cinema».
Fernando Arrojo, nell'introduzione ad uno dei suoi romanzi, dichiarò: «Ti è toccato, in stile Stendhal, giocare un biglietto della lotteria per i posteri».
Ignacio Aldecoa, prima della sua dipartita, era impegnato nella scrittura di Años de crisálida, un saggio basato sul cambiamento personale e storico della sua generazione, che gli valse da epitaffio: «Abbiamo vissuto immersi in degli anni di crisalidi».
Secondo i critici Fernando Valls e Sergi Bellver, l'influenza artistica di Aldecoa si fa sentire in importanti scrittori di varie generazioni, come José María Merino, Luis Mateo Díez, Manuel Longares, Julia Otxoa, Fernando Aramburu, Ivan Zaldua, Elvira Navarro, Óscar Esquivias e Pablo Andrés Escapa.

## Opere

### Poesia
- Todavía la vida (1947)
- Libro de las algas (1949)

### Romanzo
A quanto pare, Aldecoa progettò di scrivere tre trilogie, una dedicata ai marinai, una al lavoro in miniera e un'altra sulla mescolanza tra il mondo delle guardie civili, dei gitani e dei toreri.
- El fulgor y la sangre (1954), finalista del Premio Planeta (1954)
- Gran Sol, premio della Critica (1958)
- Con el viento solano (1956)
- Parte de una historia (1967)
- Los bienaventurados
- Solar del Paraíso

### Collezioni di racconti
Per una consultazione più completa dei racconti di Aldecoa esistono due edizioni: la raccolta che Alicia Bleiberg del 1971, pubblicata come libro tascabile di Alianza Editorial con il titolo Cuentos completos (due tomi) e l'edizione di Rafael Conte del 1995 come Cuentos completos (1949-1969). Bleiberg, oltre ad averle distribuite secondo un discreto ordine cronologico completo, ha suddiviso l'insieme dei racconti di Aldecoa in otto gruppi tematici: «I mestieri, la classe media, i bassi fondi, l'esodo rurale verso la grande città, vite strane, i bambini, la solitudine degli anziani e l'abulia, il vuoto della gente benestante». Vennero pubblicati come raccolte o in antologie di breve narrazione:
- El aprendiz de cobrador (1951)
- Espera de tercera clase (1955)
- Vísperas del silencio (1955)
- El corazón y otros frutos amargos (1959)
- Caballo de pica (1961)
- Arqueología (1961)
- Cuaderno de Godo (1961)
- Neutral corner, raccolta di brevi racconti (1962)
- Pájaros y espantapájaros (1963)
- Los pájaros de Baden-Baden (1965)
- Santa Olaja de Acero (1968)
- La tierra de nadie y otros relatos (1955-1968)

## Riconoscimenti
Varie scuole portano il suo nome, nonché la biblioteca pubblica ed il centro culturale della sua città natale. Annualmente viene anche indetto il Concorso di racconti "Ignacio Aldecoa".